# Saint-Jean-d'Assé

Saint-Jean-d'Assé este o comună în departamentul Sarthe, Franța. În 2009 avea o populație de 1,446 de locuitori.